# Zorzines ampla
Zorzines ampla är en fjärilsart som beskrevs av Inoue 1988. Zorzines ampla ingår i släktet Zorzines och familjen nattflyn. Inga underarter finns listade i Catalogue of Life.